# Vindecarea omului cu mâna uscată

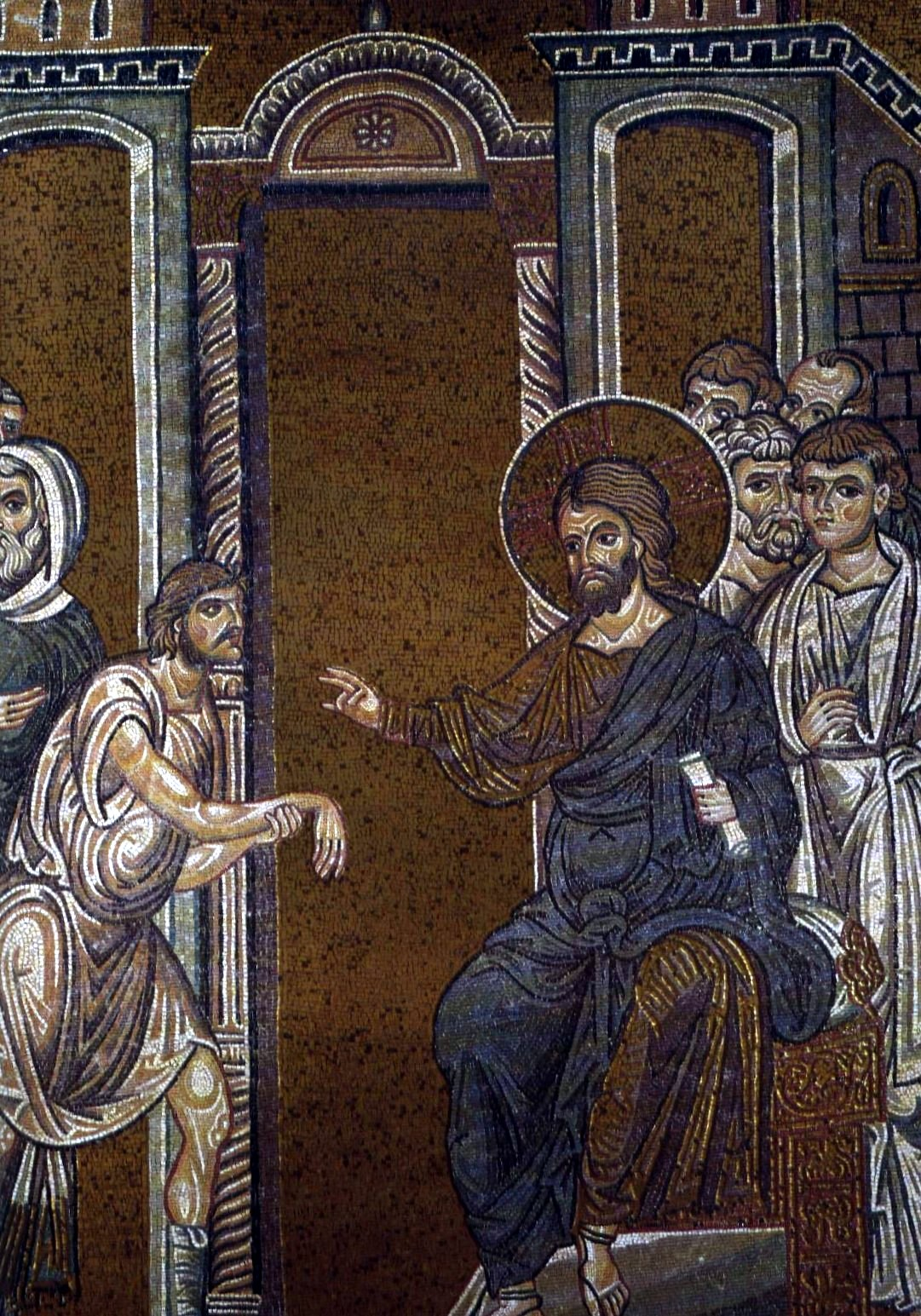
Cristos vindecând pe omul cu mâna uscată, mozaic bizantin.

Vindecarea omului cu mâna uscată este una din minunile lui Iisus, consemnată în Evanghelia după Matei (12:9-13), în cea după Marcu (3:1-6) și în cea după Luca (6:6-11).
În ziua Sabatului (sâmbăta), când Iisus a venit la sinagogă, fariseii și învățătorii legii căutau un motiv să-l învinuiască (Evanghelia după Marcu 3:2). Acolo se afla un om cu o mână uscată, așa că fariseii îl urmăreau cu atenție pentru a vedea dacă Iisus va vindeca sâmbăta. Ei l-au întrebat: "Se cade a vindeca sâmbăta?" În conformitate cu Evanghelia după Matei:

El le-a zis: "Dacă cineva are o oaie și ea cade sâmbăta într-o groapă, nu o va apuca și o va scoate? Cu cât se deosebește omul de oaie! De aceea se cade a face bine sâmbăta." Atunci i-a zis omului: "Întinde mâna ta." El a întins-o și s-a făcut sănătoasă ca și cealaltă.

După Evanghelia după Marcu 3:6, fariseii au ieșit și au început să comploteze cu Irodianii cu privire la modul în care ar putea să-l piardă pe Iisus.